# Rieger (Familienname)
Rieger ist ein deutscher Familienname.

## Herkunft
Es gibt verschiedene Ursprungstheorien für diesen Namen:
- Rieger kann ein Herkunftsname zu den Orten Riegen, Rieger und Riege u. Ä. sein. Jemand, der beispielsweise aus der Ortschaft Riegen stammte, war am neuen Wohnort dann ein „Rieger“.
- Zum anderen kann Rieger auch ein Patronym vom Rufnamen Rüdiger (kontrahierte Form „Rüger“) sein. Der Name stammt aus dem althochdeutschen hruod-gêr und ist eine Zusammensetzung aus ‚Ruhm‘ und ‚Speer‘.
- Rüger wiederum ist aber auch ein Berufsname, welcher den Richter oder Ankläger meint (vgl. die Begriffe „jemanden rügen“ oder die „Rüge“). Das mittelhochdeutsche ruegaere oder rüeger bedeutet so viel wie „Tadler, Schelter, Ankläger“ oder gerichtlich bestellter „Angeber“.
- Es könnte auch eine Verbindung zum frühneuhochdeutschen Wort ruge, welches die Bedeutung „Ruhe“ hat, bestehen.
- „Riegerlein“ beschreibt zudem eine Art Wasservogel. Und tatsächlich tauchen im einen oder andern Rieg(g)er-Wappen solche Vögel auf.

## Namensträger

### A
- Adolf Rieger (1899–1956), deutscher Ringer
- Albert Rieger (Maler, 1834) (1834–1905), österreichischer Maler
- Albert Rieger (Maler, 1914) (1914–1992), deutscher Maler
- Alfred Rieger (1907–1990), deutscher Politiker (FDP), MdL Nordrhein-Westfalen
- Alois Rieger (1869–1951), mährisch-österreichischer Landwirt und Politiker
- Andreas Rieger (Zithermacher) (1836–um 1904), deutscher Zithermacher
- Andreas Rieger (Industrieller) (1839–1918), siebenbürgischer Industrieller
- Andreas Rieger (Koch) (* 1985), deutscher Koch
- Andreas Abu Bakr Rieger (* 1965), deutscher Jurist und Publizist
- Angelica Rieger (* 1955), deutsche Romanistin und Hochschullehrerin
- Anna Rothgang-Rieger (1930–2016), deutsche Politikerin (FDP), MdL Bayern
- Annette Rieger (* 1964), deutsche Richterin am Kammergericht Berlin
- August Rieger (Maler) (1886–1941), österreichischer Maler
- August Rieger (1914–1984), österreichischer Drehbuchautor, Regisseur, Schauspieler und Produzent

### B
- Barbara Rieger (* 1982), österreichische Schriftstellerin
- Bernd Rieger (* 1973), niederländischer Photoniker und Hochschullehrer
- Berndt Rieger (* 1962), deutscher Mediziner und Schriftsteller
- Bernhard Rieger (Weihbischof) (1922–2013), deutscher Theologe und Weihbischof
- Bernhard Rieger (Chemiker) (* 1959), deutscher Chemiker und Hochschullehrer
- Bernhard Rieger (Ringer) (* 1967), deutscher Ringer
- Birgit Rieger (* 1949), deutsche Kinderbuch-Illustratorin
- Bohuslav von Rieger (1857–1907), deutscher Jurist und Rechtshistoriker
- Brigitte Rieger-Jähner (* 1949), deutsche Kunsthistorikerin
- Burghard Rieger (1937–2021), deutscher Sprachwissenschaftler, Computerlinguist und Hochschullehrer

### C
- Christian Friedrich Rieger (1757–1823), deutscher lutherischer Geistlicher
- Christian Rieger (Sänger) (* 1964), deutscher Opernsänger (Bariton)
- Christian Rieger (Instrumentalist) (* 1965), deutscher Cembalist, Organist und Hochschullehrer
- Christoph Rieger (* 1984), deutscher Kulturmanager und Literaturvermittler
- Chuck Rieger, US-amerikanischer Informatiker
- Conrad Rieger, siehe Konrad Rieger

### D
- Diana Rieger, deutsche Kommunikationswissenschaftlerin und Hochschullehrerin
- Dietmar Rieger (* 1942), deutscher Romanist und Literaturwissenschaftler

### E
- Eduard Rieger (Politiker, 1865) (1865–1938), österreichischer Politiker (SPÖ)
- Eduard Rieger (Politiker, 1946) (1946–2018), österreichischer Politiker (FPÖ), Landtagsabgeordneter in Tirol
- Elmar Rieger (* 1959), deutscher Soziologe und Hochschullehrer
- Ernst Rieger (Volkskundler) (1902–1945), deutscher Volks- und Landeskundler, Herausgeber und Hochschullehrer
- Ernst Rieger (Unternehmer, 1902) (1902–1994), deutscher Unternehmer
- Ernst Rieger (Unternehmer, 1923) (1923–2018), deutscher Unternehmer und Heimatforscher
- Erwin Rieger (1889–1940), österreichischer Schriftsteller und Übersetzer
- Eugen Rieger (1856–1933), deutscher Buchdrucker und Kommerzienrat
- Eva Rieger (* 1940), deutsche Musikwissenschaftlerin

### F
- Federico von Rieger (eigentlich Friedrich von Rieger; 1903–1987), deutscher Maler
- Frank Rieger (* 1971), deutscher Informatiker und Autor
- František Ladislav Rieger (1818–1903), tschechischer Politiker und Publizist
- Franz Rieger (Orgelbauer) (1812–1885), schlesischer Orgelbauer
- Franz Rieger (General) (1850–1921), tschechisch-österreichischer Feldmarschallleutnant und Militärschriftsteller
- Franz Rieger (Generalmajor) (1891–1967), österreichischer Militär, geb. in Krakau, lebte in Wien
- Franz Rieger (Politiker, I), böhmisch-österreichischer Politiker, Mitglied des Abgeordnetenhauses
- Franz Rieger (Schriftsteller) (1923–2005), österreichischer Schriftsteller
- Franz Rieger (Politiker, 1959) (* 1959), deutscher Politiker, MdL Bayern
- Friedemann Rieger, deutscher Pianist
- Friedrich Rieger (Sänger) (1811–1885), deutscher Sänger
- Friedrich Rieger (Lehrer), deutscher Oberlehrer in Neustadt an der Aisch
- Friedrich Rieger (Entomologe) (1881–1954), deutscher Insektenkundler (Koleopterologe)
- Friedrich von Rieger (1903–1987), deutscher Maler, siehe Federico von Rieger
- Fritz Rieger (Friedrich Edmund Rieger; 1910–1978), deutscher Dirigent

### G
- Georg Rieger (Heimatforscher) (1858–1932), deutscher Lehrer und Heimatforscher
- Georg Johann Rieger (1931–2021), deutscher Mathematiker
- Georg Konrad Rieger (1687–1743), deutscher Pfarrer und Gymnasiallehrer
- Gerhard Rieger (* 1935), deutscher Fußballspieler
- Gernot Rieger (1972–2009), österreichischer Schauspieler und Liedermacher
- Gottfried Rieger (1764–1855), tschechischer Kapellmeister und Musiklehrer
- Gotthard Rieger (* 1947), österreichischer Moderator
- Gottlob Heinrich Rieger (1755–1814), deutscher lutherischer Geistlicher
- Günter Rieger (Verleger) (* 1948), deutscher Verleger, Heimatforscher und Maler
- Günter Rieger (Sozialpädagoge) (* 1961), deutscher Sozialpädagoge, Politikwissenschaftler und Hochschullehrer
- Günther Rieger (* 1939), österreichischer Skilangläufer
- Gustav Rieger (1848–1905), deutscher Orgelbauer

### H
- Hanna Rieger (1921–1985), deutsche Schauspielerin
- Hans Rieger (Archivar) (1871–1946), deutscher Arzt, Archivar und Lokalhistoriker
- Hans Rieger (Pfarrer) (1892–1980), österreichischer Pfarrer
- Hans Rieger (Unternehmer) (1925–2006), deutscher Unternehmer
- Hans Rieger, Geburtsname von Hanns Martell  (* 1955), deutscher Musikproduzent, Textdichter und Sänger
- Hans-Martin Rieger (* 1966), deutscher Theologe und Hochschullehrer
- Heiko Rieger (* 1962), deutscher Physiker und Professor für Theoretische Physik
- Heinrich Rieger (Fabrikant) (1856–1935), deutscher Fabrikant und Firmengründer
- Heinrich Rieger (1868–1942), österreichischer Zahnarzt und Kunstsammler
- Heinrich Rieger (Mediziner, 1910) (1910–nach 1980), deutscher Chirurg
- Heinz Rieger (1931/1932–2017), deutscher Leichtathletiktrainer
- Helmut Rieger (Maler) (1931–2014), deutscher Maler
- Helmut Rieger (Journalist) (1931–2019), deutscher Journalist, Chefredakteur des Rundblick. Politikjournal für Niedersachsen
- Helmut Martin Rieger (* 1943), deutscher Politiker (SPD)
- Herbert Rieger (* 1919), deutscher Fußballspieler
- Hermann Rieger (Oberamtmann) (1863–1933), württembergischer Oberamtmann
- Hermann Rieger (Landrat) (1896–1970), deutscher Verwaltungsbeamter
- Hermann Rieger (Physiotherapeut) (1941–2014), deutscher Skitrainer und Physiotherapeut
- Herwigh Rieger (1898–1986), österreichischer Augenarzt und Hochschullehrer

### J
- Joachim Rieger (* 1962), deutscher Fotograf
- Joachim H. Rieger (* vor 1962), deutscher Mathematiker und Hochschullehrer
- Jochem Rieger (* 1964), deutscher Hochschullehrer für Neurokognitive Psychologie
- Jochen Rieger (* 1956), deutscher Komponist und Musiker
- Johann Rieger (Maler) (1655–1730), deutscher Maler und Zeichner
- Johann Rieger (Unternehmer) (1863–1934), deutscher Unternehmer
- Johann Rieger (Politiker) (1869–1937), deutscher Gewerkschafter und Politiker (DDP)
- Johann Adam Rieger (1753–1831), deutscher Geistlicher, Bischof von Fulda
- Johann Jakob Rieger (1754–1811), deutscher Maler, Zeichner und Grafiker
- Jolan Rieger (* 1931), deutsche Psychologin, Lyrikerin und Malerin
- Jonny Rieger (Paul Karl Gerhard Rieger; 1908–1985), deutscher Schriftsteller
- Josef Rieger (1880–1941), böhmischer Bautechniker
- Julius Rieger (1901–1984), deutscher Theologe
- Jürgen Rieger (1946–2009), deutscher Rechtsanwalt und Politiker (NPD)
- Jürgen Rieger (Organist) (* 1965), deutscher Organist, Komponist und Dozent

### K
- Karl Rieger (Historiker) (1849–1922), österreichischer Historiker und Hochschullehrer
- Karl Rieger (Ingenieur) (1901–1967), deutscher Bauingenieur und Firmengründer
- Karl Rieger (Politiker) (1903–1983), deutscher Politiker, Bürgermeister von Haunstetten
- Karl Heinrich Rieger (auch Carl Heinrich Rieger; 1726–1791), deutscher Pfarrer
- Karl-Ludwig Rieger (1930–2011), deutscher Architekt
- Konrad Rieger (1855–1939), deutscher Psychiater und Hochschullehrer

### L
- Lars Rieger (* 1978), deutscher Politiker
- Leopold Rieger (1890–1965), deutscher Generalmajor
- Lukas Rieger (* 1999), deutscher Popsänger

### M
- Magdalena Sibylla Rieger (1707–1786), deutsche Dichterin
- Manfred Rieger (Gewichtheber) (* 1941), deutscher Gewichtheber
- Manfred Rieger (Fußballspieler) (* 1970), österreichischer Fußballspieler
- Marc Oliver Rieger (* 1974), deutscher Wirtschaftsmathematiker und Hochschullehrer
- Markus Rieger-Ladich (* 1967), deutscher Erziehungswissenschaftler und Hochschullehrer
- Martina Rieger (* 1969), deutsche Psychologin und Hochschullehrerin
- Matthäus Rieger (1705–1775), deutscher Buchhändler und Verleger
- Max Rieger (Fußballspieler) (1904–1989), deutscher Fußballspieler
- Max Rieger (Skirennläufer) (* 1946), deutscher Skiläufer
- Max Rieger (Musiker) (* 1993), deutscher Singer-Songwriter, Musiker und Produzent
- Maximilian Rieger (1828–1909), deutscher Germanist und Historiker

### O
- Othmar Rieger (1904–1966), österreichischer Germanist, Lehrer und Dichter
- Otto Rieger (Orgelbauer, 1847) (Otto Anton Rieger; 1847–1903), österreichischer Orgelbauer
- Otto Rieger (Unternehmer) (1867–1929), deutscher Unternehmer
- Otto Rieger (Pfarrer) (Otto August Friedrich Rieger; 1879–1956), deutscher Pfarrer
- Otto Rieger (Orgelbauer, 1880) (1880–1920), österreichischer Orgelbauer
- Otto Rieger (Anarchist), deutscher Maschinist, Anarchist und Gewerkschafter
- Otto Rieger (Komponist) (1892–1960), österreichischer Komponist und Musiker
- Otto Rieger (Politiker), österreichischer Politiker (ÖVP)
- Otto Rieger (Organist) (1937–2003), deutscher Organist

### P
- Paul Rieger (General) (1862–1936), deutscher Generalmajor
- Paul Rieger (Rabbiner) (1870–1939), deutscher Rabbiner und Autor
- Paul Rieger (Schriftsetzer) (1895–1969), deutscher Schriftsetzer und Druckgrafiker
- Paul Rieger (Schauspieler) (1919–2011), französischer Schauspieler
- Paul Rieger (Theologe) (1928–2013), deutscher Theologe
- Paul Karl Gerhard Rieger, eigentlicher Name von Jonny Rieger (1908–1985), deutscher Schriftsteller
- Peter Rieger (Schausteller) (um 1942–2008), österreichischer Schausteller
- Peter Rieger (Boxer) (* 1944), deutscher Boxer
- Peter Rieger (Konzertveranstalter) (1953–2017), deutscher Konzertveranstalter
- Peter Rieger (Leichtathlet) (* 1953), deutscher Leichtathlet
- Peter Rieger (Politiker), deutscher Politiker (REP), MdA Berlin
- Peter Haase-Rieger (1929–2020), deutscher Sozial- und Arbeitswissenschaftler
- Philipp Rieger (Ökonom) (1916–2007), österreichischer Ökonom und Publizist
- Philipp Friedrich von Rieger (1722–1782), deutscher Generalmajor
- Philipp Gerhard Rieger (1712–1776), deutscher Geistlicher, Theologe und Hochschullehrer

### R
- Rafael Rieger OFM (* 1973), deutscher römisch-katholischer Theologe
- Ramona Rieger, deutsche Schauspielerin und Model
- Reinhard Rieger (1943–2006), österreichischer Zoologe
- Reinhold Rieger (* 1956), deutscher evangelischer Theologe
- Renate Wagner-Rieger (1921–1980), österreichische Kunsthistorikerin
- Richard Rieger (1878–1964), rumänischer Ingenieur und Fabrikant
- Rigomar Rieger (1930–2010), deutscher Genetiker
- Rotraut Rieger (* 1946), deutsche Theater- und Filmschauspielerin
- Rudi Rieger (1934–2019), deutscher Unternehmer und Firmengründer
- Rudolf Rieger (Skispringer) (1916–1996), österreichischer Skispringer
- Rudolf Rieger (Kunsthistoriker) (* 1964), deutscher Kunsthistoriker

### S
- Sebastian Rieger (1867–1953), österreichischer Geistlicher und Autor, siehe Reimmichl
- Silvia Rieger (* 1970), deutsche Leichtathletin
- Sophie Rieger (1933–2022), deutsche Politikerin (Bündnis 90/Die Grünen)
- Stefan Rieger (* 1963), deutscher Medien- und Kulturtheoretiker

### T
- Theodor Rieger (1878–1965), deutscher evangelischer Geistlicher und Theologe
- Théodore Rieger (1930–2004), französischer Kunsthistoriker und Germanist
- Thomas Rieger (* 1973), deutscher Wirtschafts- und Managementwissenschaftler

### U
- Ulrich Rieger (* 1975), deutscher Chirurg
- Urban Rieger (1489–1541), deutscher Reformator, siehe Urbanus Rhegius

### V
- Vera Rieger (1919–2017), tschechische Germanistin, siehe Věra Macháčková-Riegerová

### W
- Walter Rieger (Politiker) (1908–1989), deutscher Jurist und Politiker (FDP)
- Walter Rieger (Gärtner) (1909–1984), deutscher Gärtner und Gartenbaudirektor
- Walter Rieger (Architekt) (1915–1990), Schweizer Architekt
- Walter Rieger (Versicherungsmanager) (1929–2002), deutscher Jurist und Versicherungsmanager
- Walter Rieger (Chemiker) (* vor 1963), deutscher Chemiker, Umweltanalytiker und Hochschullehrer
- Wilhelm Rieger (Unternehmer) (1803–1878), deutscher Unternehmer und Kaufmann
- Wilhelm Rieger (1878–1971), deutscher Ökonom
- Willy Rieger (1904–1967), deutscher Radsportler
- Wolfgang Rieger (* 1957), deutscher Maler und Grafiker
- Wolfram Rieger, deutscher Pianist